# Never Forget You (canción de Noisettes)
«Never Forget You» es el tercer sencillo de la banda británica Noisettes, de su álbum Wild Young Hearts, lanzado en 2009. El sencillo fue lanzado el 21 de junio del mismo año y llegó al puesto #20 en UK Singles Chart.

## Lista de canciones
Descarga digital
1. "Never Forget You"
2. "Never Forget You" (FP remix)
3. "When You Were Young" (Radio 1 Live Lounge)
4. "Never Forget You" (video)

## Posicionamiento
| Listas (2009)             | Posición |
| ------------------------- | -------- |
| Eurochart Hot 100 Singles | 62       |
| Hungarian Airplay Chart   | 6        |
| Irish Singles Chart       | 24       |
| Swiss Singles Chart       | 73       |
| UK Singles Chart          | 20       |
| Listas (2010)             | Posición |
| Swiss Singles Chart       | 9        |
| UK Singles Chart          | 32       |

### Posicionamiento de fin de año
| Listas (2009)           | Posición |
| ----------------------- | -------- |
| Hungarian Singles Chart | 74       |
| UK Singles Chart        | 115      |